# Militärflugplatz Turtmann

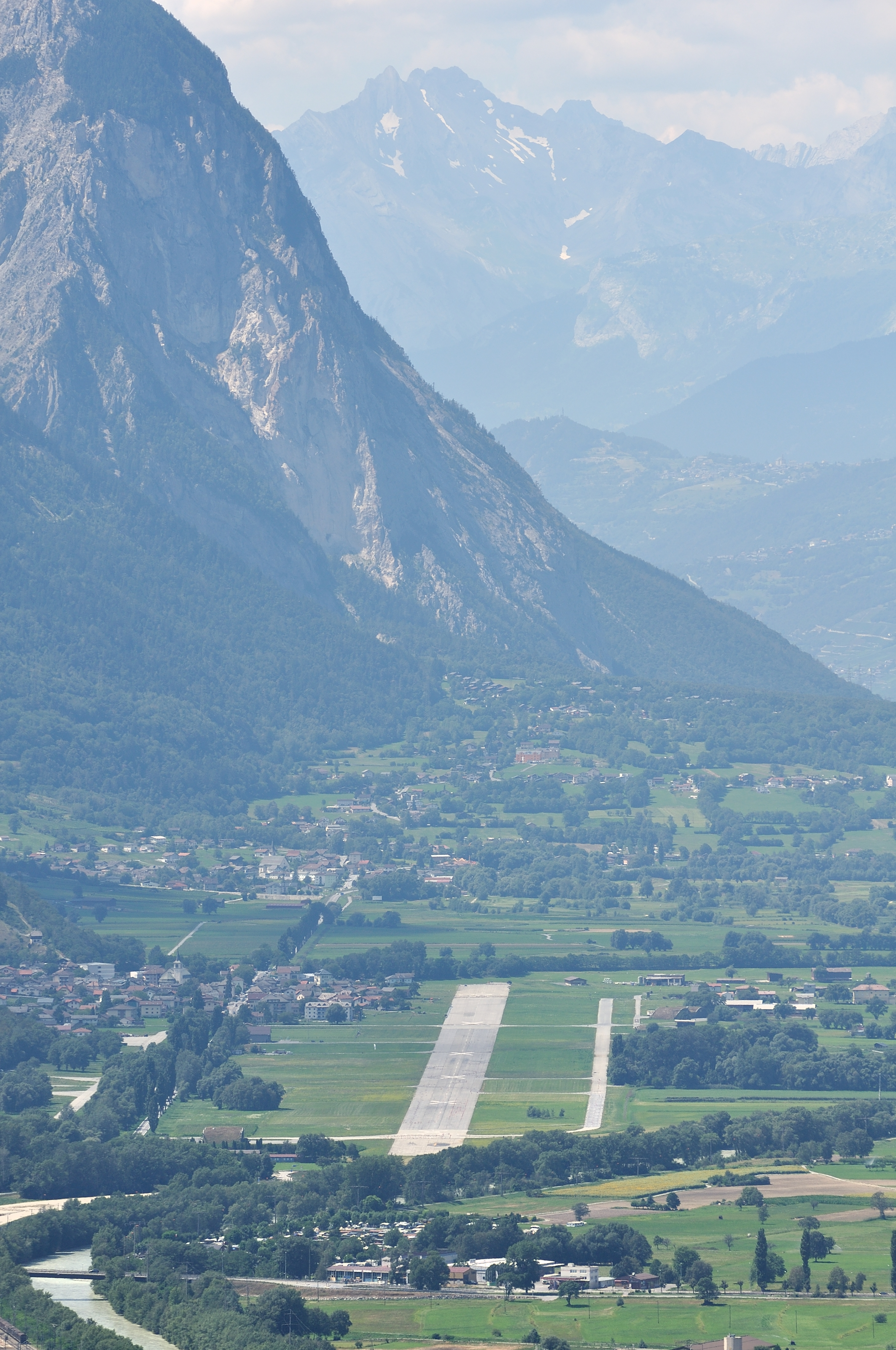
Flugplatz Turtmann

Der Militärflugplatz Turtmann (ICAO-Code LSMJ) war ein Militärflugplatz der Schweizer Luftwaffe in Turtmann im Schweizer Kanton Wallis. Der ehemalige Reduitflugplatz wurde bis 2003 stillgelegt. Turtmann gilt als der letzte Schweizer Militärflugplatz, dessen Flugzeugkaverne noch weitgehend im Originalzustand erhalten ist.
Der Flugplatz war ein Kriegsflugplatz, das hiess, dass er nur während einiger Wochen im Jahr aktiv war und den Rest des Jahres nicht für Trainingsflüge verwendet wurde.

## Vorgeschichte
In den 1920er bestand eine Rasenpiste auf dem flachen Gelände bei Turtmann. Für die Fliegerkompanie 8 (Fl Kp 8) mit ihrem Kommandanten Hauptmann Leo Künzli und ihren Doppeldeckern Häfeli DH-5 und Fokker D.VII war Turtmann 1929 Standort für ein Manöver-Wiederholungskurs. Die Drainage des Geländes erfolgte Mitte der 30er-Jahre. Ab 1939 wurde auf der 600 Meter langen Rasenpiste der Flugbetrieb mit Segelflugzeugen aufgenommen.

## Zweiter Weltkrieg
Mit dem Rückzug der Armee ins Reduit lagen verschiedene Flugplätze ausserhalb der Verteidigungsgrenzen des Reduit. Als Ersatz mussten unter grossem Zeitdruck und Aufwand Reduitflugplätze gebaut werden: im Berner Oberland die Flugplätze Saanen, St. Stephan, Zweisimmen, Reichenbach, Frutigen, Interlaken und Meiringen und im Wallis Turtmann, Raron, Ulrichen und Münster.
Im Mai 1941 führte die Armee Verhandlungen mit den Gemeindebehörde und den Grundeigentümern von Turtmann über die Erstellung eines Flugplatzes. Im Juni 1941 erfolgte der Befehl zur sofortigen Inangriffnahme der Bauarbeiten in der Reduitstellung.
Am 31. Juli 1941 wurde der Kredit für den «Ausbau Landesbefestigung 1. Tranche» inklusive der Neuerstellung von zehn Flugplätzen, darunter Turtmann, genehmigt. Im November 1941 wurden die Tiefbauarbeiten auf dem neuen Flugplatz Turtmann fertiggestellt. Die planierte Fläche von 140 × 800 Meter wurde 1942 erweitert. Mit dem Kredit für den «Ausbau Landesbefestigung 2. Tranche» wurden die Holzhangars auf dem Feldstützpunkt Turtmann bewilligt.
Bis Ende 1943 wurde eine Hartbelagpiste und -rollstrassen erstellt, damit auf dem wichtigen Kriegsstützpunkt die Flugzeuge auch bei schlechten Wetterverhältnissen starten und landen konnten. Dies konnte nur mit Hartbelagpisten und -Rollwegen erreicht werden. Gleichzeitig wurden Kommandoposten (KP), Lagerschuppen, Einschiessanlage, sieben betonierte Flugzeugunterstände, acht hufeisenförmige Splitterwehre zum Schutz der Umgebung beim Aufmunitionieren der Flugzeuge erstellt.

## Nachkriegszeit bis 2003

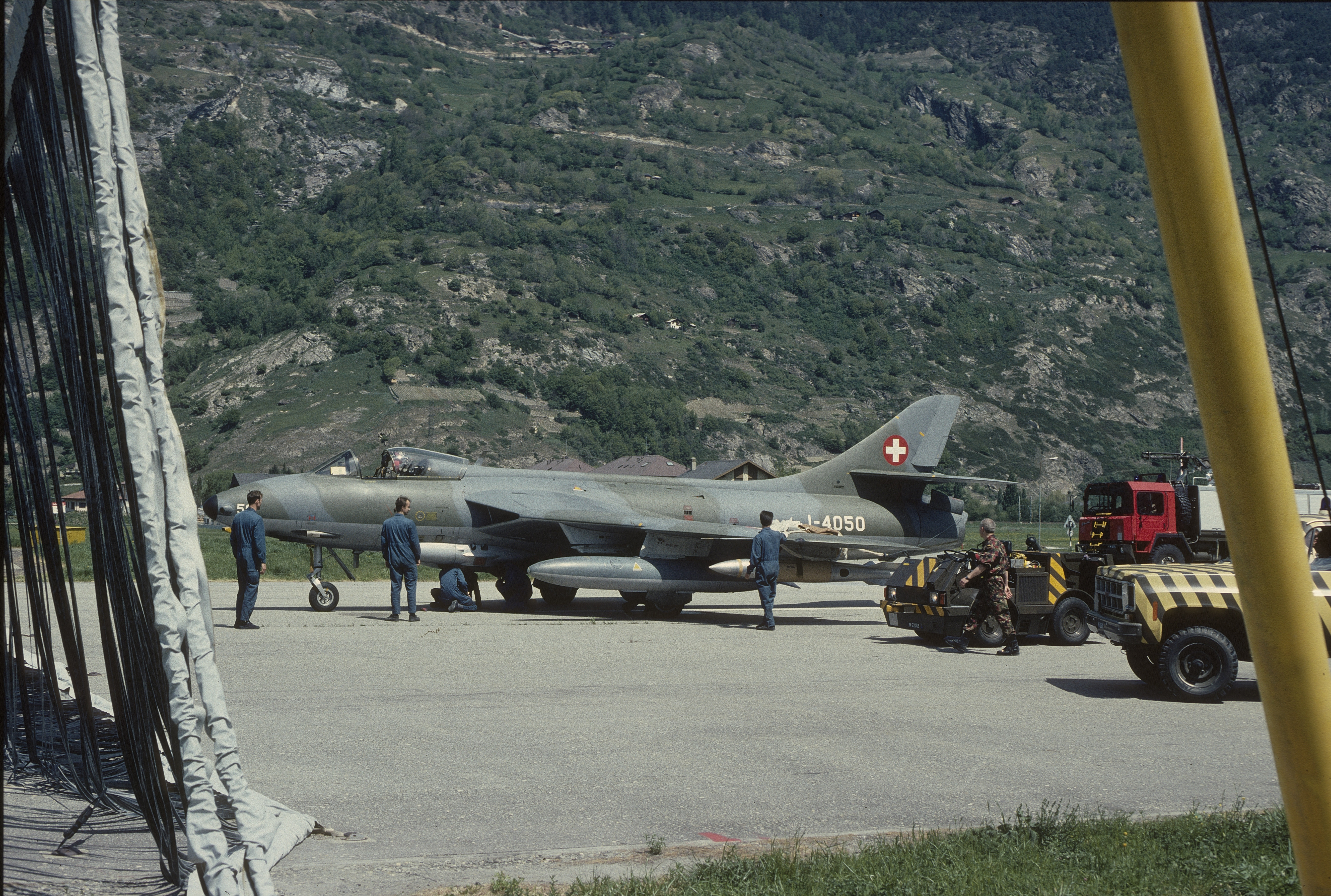
Wiederholungskurs-Betrieb 1993; simulierte Landung ins Fangnetz für Feuerwehr und Flugzeugwarte

Von 1951 bis 1958 wurden im Fels Stollen für Flugzeuge, Kommandoposten und Munitionskaverne gebaut und 1958 erstmals im Wiederholungskurs betrieben. 1965 wurde die Hartbelagpisteverlängerung von 1200 auf 1500 Meter und die Rollstrasse Nord fertiggestellt. Von 1973 bis 1977 wurde die Munitionskaverne M2 gebaut. 1979/80 wurden verschiedene AC-Schutzmassnahmen verbessert (KP-Zugang und Munitionsnischen) und ein Materialmagazin erstellt. 1983 wurde die Pistenbefeuerung eingerichtet. 1989/90 wurden Flugzeug-Alarmunterstände gebaut. 1990 besass Turtmann eine Start- und Landebahn 08/26 von 2000 Meter Länge und 40 Meter Breite aus Asphalt.

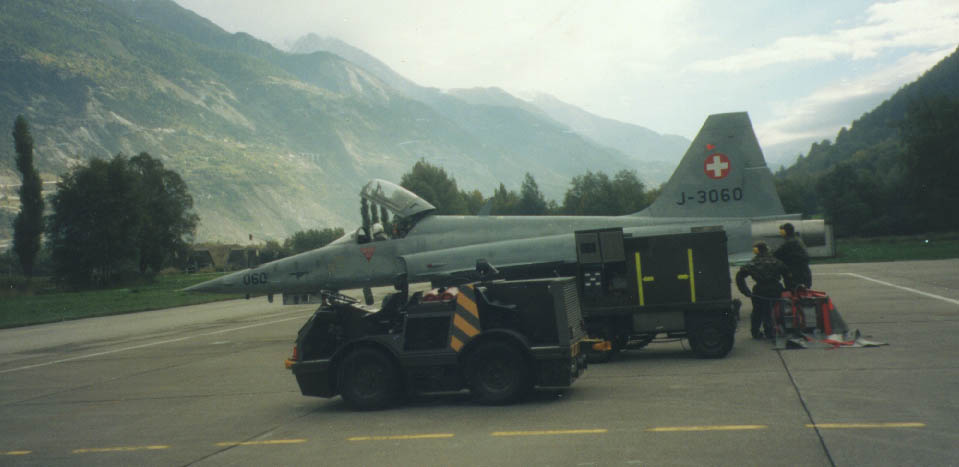
F-5 Tiger, Flugplatz Turtmann

Turtmann war Kriegs-Stützpunkt für verschiedene Staffeln und einige Jahre sogar für das Flugzeug Mirage IIIS der Staffel 17. Damit waren ab Turtmann nach den Propellerflugzeugen C-3603 und Morane alle Jetflugzeuge der Luftwaffe eingesetzt worden, von der Vampire über Venom und Hunter sowie F-5 Tiger bis zur Mirage. Bis zur Ausmusterung der Flugzeuge Hunter 1994 flogen zum Beispiel die Fliegerstaffel 21 letztmals 1993 mit Hunter ab Turtmann. Nach der Schliessung des Flugplatzes Raron wurden zwei Staffeln in Turtmann aktiv. Zuletzt flog ab Turtmann die Fliegerstaffel 1 mit F-5.

## Armee XXI
Infolge von Sparmassnahmen der Armee XXI wurde der Flugplatz Turtmann 2003 stillgelegt. Die in Turtmann stationierte Flugplatzabteilung 3 und die F-5 Tigerstaffel 1 wurden aufgelöst. Die F-5 Tigerstaffel 6 (Piloten aus der Romandie) wurde nach Payerne verlegt und die dortige Tigerstaffel 13 aufgelöst.
Die Flugzeugkaverne wurde nach Beendigung des militärischen Flugbetriebs zur Lagerung von M113-Schützenpanzern der Schweizer Armee weiterverwendet.

## Zivile Weiternutzung
Der ehemalige Militärflugplatz dient heute als multifunktionaler Eventplatz (Pferdeveranstaltungen, Motorsport, Delta-Landeplatz, Musikevents, Austragungsort des Eidgenössischen Scheller- und Trychlertreffens 2005, Etappenort des italienischen Giro Donne, Etappenort des Gigathlons, Parkplatz für das Open Air Gampel).
2014 wurde die Bahn im Zuge der Triennale für zeitgenössische Kunst im Wallis von Sabine Zaalene mit der Aufschrift «DORT IST EIN MANN» zum Kunstobjekt.
2023 wurde die Piste verwendet für Dreharbeiten zur Serie Tschugger, wobei ein landendes Flugzeug mit der Tricktechnik der 80er-Jahre (oder früher) "gedreht" wurde, der "Startlauf" dauert gar gut zwei Minuten.